# Al Hinkle
Al Hinkle, celým jménem Albert Clyde Hinkle, (9. dubna 1926 Florida – 26. prosince 2018 San José) byl Američan úzce spjatý s Beat generation. Vyrůstal v Denveru a od dvanácti let se znal s Nealem Cassadym. Během války působil v obchodním námořnictvu. Pod jménem Ed Dunkel vystupuje v knize Na cestě od Jacka Kerouaca (jeho manželka Helen zde vystupuje coby Galatea). V knize Vize Codyho má jméno Slim Buckle a v Knize snů Ed Buckle. Jeho první manželka Helen zemřela v roce 1994. V roce 1997 se oženil s Maxine Williams, se kterou byl dalších deset let. V roce 2012 vydal vzpomínkovou knihu ve formě rozhovorů s Stephenem Edingtonem pod názvem Last Man Standing, jejíž titul odkazuje k faktu, že Hinkle byl posledním žijícím mužem z užšího kruhu Beat generation, kteří vystupovali v knize Na cestě.